# Obština Iskăr
Obština Iskăr (bulharsky Община Искър) je bulharská jednotka územní samosprávy v Plevenské oblasti. Leží ve středním Bulharsku v Dolnodunajské nížině na úpatí Předbalkánu. Správním střediskem je město Iskăr, kromě něj zahrnuje obština 3 vesnice. Žije zde necelých 7 tisíc stálých obyvatel.

## Sídla
Všechna sídla v obštině jsou samosprávná.
- Dolni Lukovit
- Iskăr[p 1] (sídlo správy)
- Pisarovo
- Staroselci

## Sousední obštiny
| Růžice kompasu |              |               | Dolna Mitropolija | Růžice kompasu |
| Růžice kompasu | Kneža        | Sever         |                   | Růžice kompasu |
| Růžice kompasu | Kneža        | Obština Iskăr |                   | Růžice kompasu |
| Růžice kompasu | Kneža        | Jih           |                   | Růžice kompasu |
| Růžice kompasu | Červen Brjag |               | Dolni Dăbnik      | Růžice kompasu |

## Obyvatelstvo
V obštině žije 6 817 obyvatel a je zde trvale hlášeno 6 724 obyvatel. Podle sčítání 7. září 2021 bylo národnostní složení následující:
- Bulhaři: 4 917 (91.4 %)
- Romové: 409 (7.6 %)
- Turci: 31 (0.6 %)
- ostatní: 22 (0.4 %)

V období 2011 až 2021 v obštině ubylo 1 076 obyvatel.